# Libermorro Futebol Clube
Maillots
Le Libermorro Futebol Clube est un club brésilien de football basé à Manaus dans l'État de l'Amazonas.